# Чајлдове баладе
Чајлдове баладе (енгл. Child Ballads представљају збирку од 305 баладе из Енглеске и Шкотске, и њихових америчких варијанти, које је сакупио Франсис Џејмс Чајлд крајем деветнаестог века. Збирку је под насловом The English and Scottish Popular Ballads између 1882. и 1898. издао Хаутон Мифлин у десет томова, а касније је реиздата у пет томова.